# S&O Agrar
Die S&O Agrar AG (Kurzform für Sächsische & Oldenburgische Agrar Aktiengesellschaft, bis 2020 S&O Beteiligungen AG) war eine börsennotierte Beteiligungsgesellschaft.

## Geschichte
Das Unternehmen wurde am 7. August 1995 als Beteiligungsgesellschaft Birkert & Fleckenstein Wertpapierhandelshaus GmbH mit Sitz in Frankfurt am Main gegründet. Unternehmenszweck war der Handel mit Wertpapieren und anderen Finanzinstrumenten sowie das Verwalten von Beteiligungen an Unternehmungen. Am 10. September 1998 erfolgte die Umwandlung in eine Aktiengesellschaft und am 24. März 1999 der Börsengang am Geregelten Markt der Frankfurter Wertpapierbörse.
Im Oktober 2006 wurde die Firma umbenannt in S&R Biogas Energiesysteme AG und zu einem regenerativen Energieversorger umstrukturiert. Mitte 2008 wurde der Unternehmenssitz nach Moosburg an der Isar verlegt.
Im Januar 2011 meldete das Unternehmen überschuldet und zahlungsunfähig zu sein und stellte einen Insolvenzantrag. Bis Mai 2011 konnte die Zahlungsfähigkeit wiederhergestellt werden und das Unternehmen zog den Insolvenzantrag zurück.
Im März 2012 wurde der Unternehmenssitz nach Leipzig verlagert und die Gesellschaft erhielt den Namen S&O Agrar AG. Am 2. August 2016 eröffnete das Amtsgericht Leipzig ein neuerliches Insolvenzverfahren über das Vermögen der S&O Agrar, woraufhin sämtliche Vermögensgegenstände der Gesellschaft veräußert wurden, das operative Geschäft wurde eingestellt.
Mit Beschluss vom 14. Juni 2019 hat das Amtsgericht Leipzig das Insolvenzverfahren aufgehoben. Der Insolvenzplan sah vor, das Unternehmen wieder als Beteiligungsgesellschaft fortzuführen, nachdem mit mehreren Kapitalerhöhungen 1,2 Mio. Euro frisches Geld eingesammelt wurde. Bußgelder in Höhe von 118.000 Euro, welche die Bundesanstalt für Finanzdienstleistungsaufsicht 2015 verhängt hatte, waren zunächst gestundet worden.
Im Oktober 2020 beschloss die außerordentliche Hauptversammlung des Unternehmens, welches nur noch als Börsenmantel existierte, die bislang eigenständige Enapter GmbH aus Berlin und die Enapter S.r.l. aus Italien durch die Ausgabe neuer Aktien zu übernehmen. Faktisch wurde dieser Reverse IPO im Dezember 2020 vollzogen und das Unternehmen in Enapter AG umbenannt.